# Ali Abu Talib Muhammad
Ali Abu Talib Muhammad (arab. على أبو طالب محمد; ur. 6 października 1978)  – egipski zapaśnik walczący przeważnie w stylu wolnym. Zajął 32. miejsce na mistrzostwach świata w 2001. Złoty medalista igrzysk afrykańskich w 1999 i 2003. Zdobył sześć złotych medali na mistrzostwach Afryki; w 1997, 1998, 2000, 2002, 2003 i 2004. Trzeci na igrzyskach śródziemnomorskich w 2001 i siódmy w 1997. Triumfator igrzysk panarabskich w 2004. Mistrz arabski w 2001 i 2002 roku.